# Supernova (álbum de Jão)
Supernova (estilizada em letras maiúsculas) é a reedição do quarto álbum de estúdio do cantor brasileiro Jão, Super (2023). A reedição foi lançada em 11 de junho de 2024, através da Universal Music, nove meses após o álbum original. Para o novo material Jão gravou sete novas faixas, incluindo uma versão estendida da faixa "Locadora", e trabalhou com os colaboradores anteriores Zebu e Pedro Tófani. As novas faixas incorporam os mesmos elementos de pop e pop rock anteriormente vistos no álbum original, além de alt-pop experimentado nas faixas.

## Antecedentes e lançamento
Jão lançou seu quarto álbum de estúdio, Super, em 14 de agosto de 2023. O álbum obteve análises geralmente positivas de críticos musicais, e quebrou o recorde de maior estreia por um álbum na história do Spotify Brasil, superando Midnights (2022) de Taylor Swift. Para a divulgação do projeto, Jão embarcou na SuperTurnê em 2024. Após dar diversos sinais de uma possível edição deluxe de Super no início de 2024, Jão anunciou o Supernova em 1 de junho de 2024, durante o show da SuperTurnê na Praça da Apoteose, no Rio de Janeiro. A reedição foi lançada em 11 de junho de 2024.

## Produção
O álbum foi produzido por Jão e Zebu, e traz composições relacionadas ao relacionamento entre Jão e seu namorado Pedro Tófani, diretor de seus videoclipes. A faixa "O Triste é Que Eu Te Amo" contém sample da canção "Young Folks", interpretada pela banda sueca Peter Bjorn and John e escrita por Björn Yttling, John Eriksson e Peter Morén. Já "Locadora (Versão Estendida)" traz um novo verso que não estava presente na versão original, e que até então era apresentada na turnê

## Lista de faixas
Todas as faixas produzidas por Jão e Zebu.
| Supernova – Disco 1 |                               |                                                         |         |  |
| N.º                 | Título                        | Compositor(es)                                          | Duração |  |
| 1.                  | "Religião"                    | Jão Zebu                                                | 3:12    |  |
| 2.                  | "Acidente"                    | Jão Pedro Tófani Zebu                                   | 3:06    |  |
| 3.                  | "Modo de Dizer"               | Jão Tófani Zebu                                         | 2:56    |  |
| 4.                  | "O Triste é Que Eu Te Amo"    | Jão Tófani Zebu Björn Yttling John Eriksson Peter Morén | 3:32    |  |
| 5.                  | "Carnaval"                    | Jão Tófani                                              | 1:40    |  |
| 6.                  | "Locadora" (Versão Estendida) | Jão Tófani Zebu                                         | 4:38    |  |
| 7.                  | "Supernova"                   | Jão Tófani Zebu                                         | 3:01    |  |
| 8.                  | "Paranoid"                    | Jão                                                     | 3:36    |  |
| Duração total:      | Duração total:                | Duração total:                                          | 24:21   |  |

| Super – Disco 2 |                                                |                            |         |  |
| N.º             | Título                                         | Compositor(es)             | Duração |  |
| 1.              | "Escorpião"                                    | Jão Tófani Zebu            | 2:29    |  |
| 2.              | "Me Lambe"                                     | Jão Tófani Tropkillaz Zebu | 2:55    |  |
| 3.              | "Gameboy"                                      | Jão Tófani Zebu            | 2:59    |  |
| 4.              | "Alinhamento Milenar"                          | Jão Tófani Zebu            | 3:22    |  |
| 5.              | "Lábia"                                        | Jão Tófani Zebu            | 2:52    |  |
| 6.              | "Maria"                                        | Jão                        | 1:58    |  |
| 7.              | "Julho"                                        | Jão Tófani Zebu            | 3:08    |  |
| 8.              | "Eu Posso Ser como Você"                       | Jão Zebu                   | 2:32    |  |
| 9.              | "Sinais"                                       | Jão Tófani Zebu            | 3:04    |  |
| 10.             | "Se o Problema Era Você, Por Que Doeu em Mim?" | Jão Tófani Zebu            | 2:38    |  |
| 11.             | "Locadora"                                     | Jão Tófani Zebu            | 3:10    |  |
| 12.             | "Rádio"                                        | Jão Tófani Zebu            | 3:47    |  |
| 13.             | "São Paulo, 2015"                              | Jão Tófani Zebu            | 2:29    |  |
| 14.             | "Super"                                        | Jão Tófani Zebu            | 4:29    |  |
| Duração total:  | Duração total:                                 | Duração total:             | 41:49   |  |

| Supernova – Faixa bônus da edição em vinil |                            |                |         |  |
| N.º                                        | Título                     | Compositor(es) | Duração |  |
| 5.                                         | "Correndo na Chuva (Demo)" |                | 1:35    |  |

Notas
- " O Triste é Que Eu Te Amo " contém sample de "Young Folks", interpretada por Peter Bjorn and John e escrita por Björn Yttling, John Eriksson e Peter Morén.[10]

## Desempenho comercial
| País – parada (2024) | Maior posição |
| -------------------- | ------------- |
| Portugal (AFP)       | 173           |

## Histórico de lançamento
| Região | Data                | Formato(s)                 | Gravadora | Ref.   |
| ------ | ------------------- | -------------------------- | --------- | ------ |
| Várias | 11 de junho de 2024 | Download digital streaming | Universal | [ 12 ] |
| Brasil | 1 de julho de 2025  | Vinil                      | Universal | [ 13 ] |